# Antidiabetikum
Et antidiabetikum (flertal antidiabetika) er et lægemiddel der anvendes til behandling af diabetes type 2 (sukkersyge). Antidiabetika kan deles op i perorale antidiabetika og antidiabetika til injektion.
| Farmakologi | Spire Denne artikel om farmakologi er en spire som bør udbygges. Du er velkommen til at hjælpe Wikipedia ved at udvide den. |